# Johann Nepomuk David
Johann Nepomuk David (30. november 1895 i Eferding Østrig – 22. december 1977 i Stuttgart Tyskland) var en østrigsk komponist.
David har komponeret 8 symfonier, orkesterværker, 3 violinkoncerter, sonater, orgelkoncert, korværker og sange.
Han komponerede i modal stil retning i begyndelsen af sin karriere, men slog senere over i en mere avantgardeagtig retning. Han hører til de vigtige komponister i det 20. århundrede, især med sine symfonier og orkestermusik.

## Udvalgte værker
- Symfoni nr. 1 (1937) - for orkester
- Symfoni nr. 2 (1938) - for orkester
- Symfoni nr. 3 (1941) - for orkester
- Symfoni nr. 4 (1948) - for orkester
- Symfoni nr. 5 (1951) - for orkester
- Symfoni nr. 6 (1954) - for orkester
- Symfoni nr. 7 (1957) - for orkester
- Symfoni nr. 8 (1964–1965) - for orkester
- Symfoni "Preklassisk Super Nomen H-a-s-e" (1953) - for orkester
- Lille Symfoni (1955) – for kammerorkester
- Symfoni  (1959) - for strygeorkester
- 3 Violinkoncerter (1952, 1957, 1961) - for violin og orkester
- Fløjtekoncert (1934) - for fløjte og orkester
- Orgelkoncert (1965) - for orgel og orkester
- 3 Strygerkoncerter (1950, 1951, 1974) - for strygeorkester
- "Variationer over et tema af Joh. Seb. Bach" (1942) - for orkester